# Lamadrid (kommun)
Lamadrid är en kommun i Mexiko.   Den ligger i delstaten Coahuila, i den centrala delen av landet, 900 km norr om huvudstaden Mexico City. Antalet invånare är 1 708. Arean är 507 kvadratkilometer.
Terrängen i Lamadrid är kuperad österut, men västerut är den bergig.
Följande samhällen finns i Lamadrid:
- Lamadrid